# Meyers Lake (Ohio)
Pour les articles homonymes, voir Meyers Lake.
Meyers Lake est un village américain situé dans le comté de Stark, dans l'Ohio. Selon le recensement de 2010, sa population est de 569 habitants.